# Heliogomphus kalarensis
Heliogomphus kalarensis – gatunek ważki z rodziny gadziogłówkowatych (Gomphidae).